# Błahodatne (hromada Szabiwka)
Błahodatne (ukr. Благодатне) – wieś na Ukrainie, w obwodzie odeskim, w rejonie białogrodzkim, w hromadzie Szabiwka. W 2001 liczyła 241 mieszkańców.